# Zonzeelse Polder
De Zonzeelse Polder (ook: Groote Zonzeelsche Polder) is een polder en deels een natuurgebied tussen Zevenbergschen Hoek  en Wagenberg in de Nederlandse provincie Noord-Brabant.
Vanaf 1267 vond hier moernering plaats, aanvankelijk in een gebied van 258 ha.
De huidige polder werd herdijkt in 1538, nadat de Sint-Elisabethsvloed van 1421 de Grote Waard onder water had gezet en het dorp Zonzeel had verzwolgen. De polder ligt ten zuiden van de Hoge Zeedijk/Bloemendaalse Zeedijk, die van Zevenbergen naar Blauwe Sluis loopt. De polder is een grootschalig landbouwgebied.

## Natuurgebied
In het eerste decennium van de 21e eeuw heeft Staatsbosbeheer hier 100 ha grasland aangekocht. In dit gebied zijn nog een aantal petgaten te vinden die afkomstig zijn van de vroegere turfwinning. In het gebied werd het waterpeil verhoogd en getracht een goed milieu voor weidevogels te scheppen. Sindsdien zijn er meer grutto's en tureluurs gaan broeden. Daarnaast wordt de watersnip, blauwborst, rietzanger, snor, bruine kiekendief en waterral aangetroffen. Ook paapje, roodborsttapuit, grasmus en patrijs zijn er te vinden. Wintergasten zijn kolgans en smient. Aan amfibieën vindt men de heikikker en de rugstreeppad. Deze profiteren van veen in de ondergrond.